# Henderson Land
Henderson Land Development (恒基兆業地產有限公司) — один из крупнейших операторов недвижимости в Гонконге; через дочерние компании также занимается строительством, гостиничным делом, розничной торговлей, коммунальным хозяйством, финансовыми и транспортными услугами, охраной и уборкой. Принадлежит миллиардеру Ли Шауки (кроме Henderson Land Development он имеет интересы в Sun Hung Kai Properties и Bank of East Asia).

## Структура
По состоянию на март 2011 года в Henderson Land Development работало 8 тыс. человек, рыночная стоимость корпорации составляла более 13,5 млрд. долларов, а продажи — более 1,3 млрд. долларов. Крупнейшими гонконгскими активами Henderson Land в недвижимости являются International Finance Centre, Grand Promenade, Shining Heights, 39 Conduit Road, AIA Tower, Grand Waterfront, Metro Harbour View, Park Central, The Henderson и Skyline Plaza.
В мае 2017 года Henderson Land купила в Гонконге самый дорогой участок земли в мире, заплатив на аукционе за каждый квадратный фут (0,09 м²) рекордные 6 460 долларов США. Всего сделка по покупке участка на Мюррей-роуд обошлась компании в 3 млрд американских долларов.

### Henderson Investment
Компания основана в 1970 году, является финансово-инвестиционным подразделением Henderson Land Development.

### Henderson China Holdings
Компания управляет девелоперскими активами Henderson Land в Китае.

### Hong Kong and China Gas Company (Towngas)
Компания основана в 1862 году, занимается поставками газа, водоснабжением и сточными водами в Гонконге и Китае (через дочернюю Towngas China Company), а также операциями с недвижимостью. По состоянию на март 2011 года в Hong Kong and China Gas работало 2 тыс. человек, рыночная стоимость корпорации составляла более 16,5 млрд. долларов, а продажи — почти 2,5 млрд. долларов.

### Hong Kong Ferry (Holdings) Company
Компания основана в 1989 году, занимается недвижимостью, транспортными услугами, судостроением, туризмом, гостиничным делом, ресторанами и торговлей топливом. Владеет двумя дочерними компаниями — Hongkong and Yaumati Ferry (основана в 1897 году, занимается паромными перевозками) и Hong Kong Shipyard (судостроительный завод на острове Цинг-И в округе Кхуайчхин).

### Miramar Hotel and Investment
Компания основана в 1957 году, управляет сетью отелей в Гонконге и Китае, а также занимается туризмом и недвижимостью. Кроме того, Miramar Hotel and Investment имеет долю в гонконгской компании King Fook Holdings (оптовая торговля золотом и алмазами, сеть ювелирных и часовых магазинов).

### Citistore
Компания основана в 1989 году, управляет сетью универмагов в Гонконге.

### Megastrength Security Services Company
Компания основана в 1995 году, является одной из крупнейших охранных компаний Гонконга.

### Henderson Cyber
Компания основана в 2000 году, занимается информационными технологиями.